# Panflöte

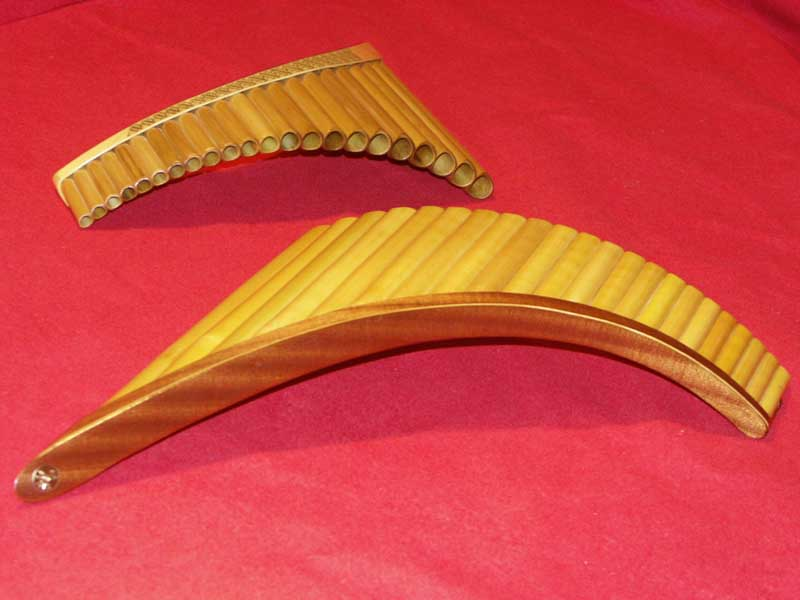
Zwei rumänische Panflöten nai

Die Panflöte besteht aus einer Reihe miteinander verbundener Längsflöten ohne Grifflöcher unterschiedlicher Länge, die jeweils einen Ton erzeugen. Die Flötenrohre sind oben offen und an der Unterseite geschlossen. Panflöten sind seit alter Zeit vor allem in Europa, Südamerika, Ostasien und Ozeanien verbreitet. Wegen ihrer Verbindung mit der Hirtenkultur ist der in vielen europäischen Sprachen übliche Name vom Hirtengott Pan der griechischen Mythologie abgeleitet. Der griechische Name Syrinx für die Panflöte geht auf die im Mythos von Pan begehrte Nymphe Syrinx zurück.

## Herkunft und Verbreitung

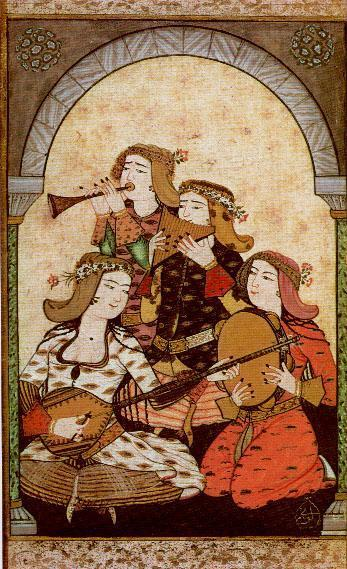
Osmanische Musikerinnen mit Kegeloboe surna, Panflöte, Schellentrommel daira und Langhalslaute (Miniatur von Abdulcelil Levni, 1720)

Nach der Sage wollte Pan die Nymphe Syrinx zur Frau nehmen. Als diese ihn ablehnte, wurde sie von einer schützenden Gottheit in ein Schilfrohr verzaubert. Aus Kummer schnitt sich Pan aus diesem eine Panflöte, mit der er später im Musikwettstreit gegen Apollo antrat. Ein weiterer Name für die Panflöte ist Papagenopfeife, weil mit ihr der Vogelfänger Papageno in Mozarts Oper Zauberflöte Vögel anlockt. Die Assoziation als Hirtenflöte und magisches Lockinstrument verband die Panflöte im antiken Griechenland mit der Querflöte plagiaulos. Diese damals einzigen Flötentypen gehörten nicht zum Instrumentarium der offiziellen Kulte. Der lateinische Name der Panflöte in der römischen Zeit war fistula.

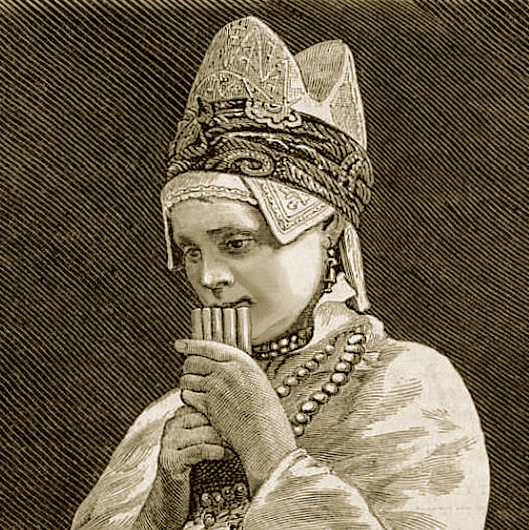
Panflöte kugikly mit fünf Pfeifen im Westen Russlands. Illustration von 1871

Panflöten entstanden ab etwa dem 4. Jahrtausend v. Chr. in vielen Regionen der Welt. In Europa sind die geräuschhaft klingenden Panflöten aus Südamerika bekannt, besonders die siku (aus dem Aymara) in den Anden, deren Röhrchen in einer oder mehreren geraden Reihen angeordnet sind, und die klarer klingenden nai, die ursprünglich aus Rumänien stammt und deren Röhrchen in einem Bogen angeordnet sind. Die larchemi (auch soinari) in Westgeorgien besitzt sechs Röhren in Reihe und gilt als Instrument der Schäfer. Bei Sonderformen von Panflöten sind die Röhrchen auch in einem Bündel angeordnet, wobei die inneren Röhrchen höher hervorstehen. Kugikly ist der am weitesten verbreitete Name für russische Panflöten, die stets in einem Ensemble gespielt werden.
Die siku und nai gibt es in verschiedenen Tonlagen von der Piccolo-Panflöte in Sopran-Stimmlage bis zur mannshohen Kontrabass-Panflöte. Am üblichsten sind die Alt-Panflöten, die als nai ca. 30 cm breit und 23 cm hoch sind. Für die meisten Anfänger dürfte die Tenor-Stimmlage einfacher zu spielen sein.
In der Nordostregion Thailands, dem Isan, wird mit der wot (in Thai โหวด, sprich: [wòːt]) eine Version der Panflöte gespielt, die aus sechs bis neun Bambusröhrchen besteht. Es kann als Soloinstrument zu allen Unterhaltungsanlässen auftreten. Zu den ältesten chinesischen Musikinstrumenten gehört die paixiao, eine Panflöte aus einer geraden oder gekrümmten Reihe von endgeblasenen Vogelknochen. Sie wird zunächst in den chinesischen Quellen des 3./2. Jahrhunderts v. Chr. als xiao erwähnt, ein Name, der später auf Längsflöten mit Fingerlöchern überging. Auf der nördlichen Philippinen-Insel Luzon gibt es einige kurze Panflöten mit vier oder fünf Pfeifen. Im restlichen Südostasien sind sie selten, außer in der Musik Neuguineas, wo sie mehrfach beschrieben wurden. Von den wenigen Panflöten in Polynesien sind diejenigen von Tonga (acht bis zehn Pfeifen) und Samoa heute museal.
Eine musikhistorisch bedeutsame ältere Entwicklungsstufe der Panflöte stellen die Rohrflöten-Ensembles bei manchen Khoisan-Gruppen im südlichen Afrika dar, die seit Vasco da Gamas erster Erwähnung 1497 immer wieder beschrieben wurden. Jeder Musiker des Ensembles, das Tänze begleitete, blies in eine oder mehrere, unverbunden in der Hand gehaltene Einton-Rohrflöten. Ein einzelner Musiker der Khoisan spielte in vorkolonialer Zeit nie miteinander verbundene Rohrflöten. Eine weitere, heute noch gebrauchte Eintonflöte ist die hindewhu der zentralafrikanischen Ba-Benzele-Pygmäen.
Zu den in Afrika seltenen Panflöten gehören die nyanga, auch ngororombe, die bei den gleichnamigen Panflötentänzen regional im südlichen Afrika (Malawi, Mosambik und Simbabwe) gespielt werden. Die nyanga oder nanga („kleines Horn“) der südafrikanischen Venda bestehen überwiegend aus vier Bambusröhren. seltener sind zwei oder fünf Bambusröhren miteinander verbunden.

Im Alpenland war um 1800 eine spezielle symmetrische Panflöte aus einheimischem Schilf sehr verbreitet. Genannt wurde sie Fozhobel, Fotzhobel oder Pfozhobel. Johann Andreas Schmeller schrieb im Bayerischen Wörterbuch (1827) unter dem Stichwort „Fozhobel“: das ist die Panflöte. In der Mitte des 19. Jahrhunderts wurde der Fotzhobel dann rasch von der moderneren Mundharmonika verdrängt, die nicht nur seinen Namen, sondern auch seine Stimmung (Richterstimmung) übernahm.

## Tonerzeugung

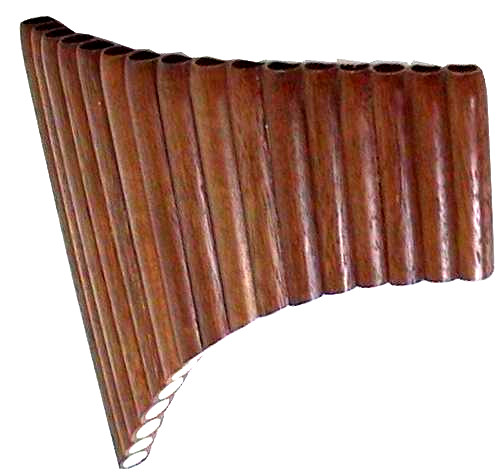
Rumänische Panflöte nai

Ein Ton entsteht bei diesen Instrumenten, indem ein Luftstrom auf eine scharfe Kante gelenkt und von dieser zerschnitten (Schneidekante) wird. Die Tonhöhe wird durch die Länge der schwingenden Luftsäule bestimmt. Bei der Panflöte geschieht dies durch verschieden lange Röhren, die zu Reihen gebündelt sind.
Bei einem Tonumfang von meist zwei bis drei Oktaven, aber auch bis zu fast vier Oktaven, sind fast alle Panflöten diatonisch gestimmt, meist in C-Dur oder G-Dur. Halbtöne werden dann durch eine spezielle Blastechnik erzeugt, z. B. indem die Panflöte um 45 Grad gekippt wird und die Unterlippe etwas weiter über die Öffnung des Röhrchens geschoben wird. Gestimmt werden kann eine Panflöte durch das Verschieben von passend eingesetzten Korkscheiben oder (besser) festgedrücktem Bienenwachs. Mit locker sitzenden Wachsbällchen kann eine Panflöte aber auch kurzfristig zwischen verschiedenen Tonarten umgestimmt werden. Einige Panflöten sind auch pentatonisch gestimmt.

## Bekannte Panflötisten
- Andreea Chira (* 1991)
- Horea Crishan (* 1945)
- Michael Dinner (* 1974)
- Ulrich Herkenhoff (* 1966)
- Petruța Küpper (* 1981)
- Damian Luca (* 1936)
- Juan Leonardo Santillia Rojas (* 1984)
- Daniela dé Santos (* 1967)
- Hannah Schlubeck (* 1973)
- Edward Simoni (* 1959)
- Simion Stanciu „Syrinx“ (1949–2010)
- Gheorghe Zamfir (* 1941)